# Liste der olympischen Medaillengewinner aus Griechenland
Griechenland ist Gründungsmitglied des Internationalen Olympischen Komitees und eines von vier Ländern, das bei allen Olympischen Sommerspielen angetreten ist. 
Als Erbe der olympischen Idee wurden die ersten Olympischen Spiele der Neuzeit an ihrer Ursprungsstätte in Griechenland ausgetragen. Griechenland war in den Jahren 1896 und 2004 Gastgeber der Olympischen Spiele sowie der Olympischen Zwischenspiele 1906.

## Olympische Sommerspiele
|  | Goldmedaille: 36-mal | Silbermedaille: 46-mal | Bronzemedaille: 47-mal |

### Medaillenspiegel
| Olympische Spiele | Griechische Delegation | Gold | Silber | Bronze |
| ----------------- | ---------------------- | ---- | ------ | ------ |
| Athen 1896        | 102 Athleten           | 10   | 18     | 19     |
| Paris 1900        | 3 Athleten             | 0    | 0      | 0      |
| St. Louis 1904    | 14 Athleten            | 1    | 0      | 1      |
| London 1908       | 20 Athleten            | 0    | 3      | 1      |
| Stockholm 1912    | 22 Athleten            | 1    | 0      | 1      |
| Antwerpen 1920    | 47 Athleten            | 0    | 1      | 0      |
| Paris 1924        | 39 Athleten            | 0    | 0      | 0      |
| Amsterdam 1928    | 23 Athleten            | 0    | 0      | 0      |
| Los Angeles 1932  | 10 Athleten            | 0    | 0      | 0      |
| Berlin 1936       | 41 Athleten            | 0    | 0      | 0      |
| London 1948       | 61 Athleten            | 0    | 0      | 0      |
| Helsinki 1952     | 48 Athleten            | 0    | 0      | 0      |
| Melbourne 1956    | 13 Athleten            | 0    | 0      | 1      |
| Rom 1960          | 48 Athleten            | 1    | 0      | 0      |
| Tokio 1964        | 18 Athleten            | 0    | 0      | 0      |
| Mexico 1968       | 44 Athleten            | 0    | 0      | 1      |
| München 1972      | 60 Athleten            | 0    | 2      | 0      |
| Montreal 1976     | 36 Athleten            | 0    | 0      | 0      |
| Moskau 1980       | 41 Athleten            | 1    | 0      | 2      |
| Los Angeles 1984  | 63 Athleten            | 0    | 1      | 1      |
| Seoul 1988        | 56 Athleten            | 0    | 0      | 1      |
| Barcelona 1992    | 70 Athleten            | 2    | 0      | 0      |
| Atlanta 1996      | 121 Athleten           | 4    | 4      | 0      |
| Sydney 2000       | 140 Athleten           | 4    | 6      | 3      |
| Athen 2004        | 426 Athleten           | 6    | 6      | 4      |
| Peking 2008       | 152 Athleten           | 0    | 2      | 1      |
| London 2012       | 103 Athleten           | 0    | 0      | 2      |
| Rio 2016          | 95 Athleten            | 3    | 1      | 2      |
| Tokio 2020        | 80 Athleten            | 2    | 1      | 1      |
| Paris 2024        | 101 Athleten           | 1    | 1      | 6      |

## Medaillengewinner

### A
- Andreou, Joannis (0|1|0)
Athen 1896, Silbermedaille Schwimmen 1200 m
- Andriakopoulos, Nicolaos (1|1|0)
Athen 1896, Goldmedaille Tauhangeln
Athen 1896, Silbermedaille Barren (Mannschaft)
- Athanasopoulos, Spyros (0|1|0)
Athen 1896, Silbermedaille Barren (Mannschaft)
- Aindili, Irini (0|0|1)
Sydney 2000, Bronzemedaille Rhythmische Sportgymnastik (Mannschaft)
- Asilian, Dimitra (0|1|0)
Athen 2004, Silbermedaille Wasserball (Mannschaft)
- Argyropoulos-Kanakis, Stylianos (0|1|0)
Tokio 2020, Silbermedaille Wasserball (Mannschaft)

### B
- Boundouris, Anastasios (0|0|1)
Moskau 1980, Bronzemedaille Segeln (Mannschaft)
- Bakogianni, Niki (0|1|0)
Atlanta 1996, Silbermedaille Hochsprung
- Bimis, Thomas (1|0|0)
Athen 2004, Goldmedaille Synchronspringen (Mannschaft)
- Bekatorou, Sofia (1|0|0)
Athen 2004, Goldmedaille Segeln (Mannschaft)
Peking 2008, Bronzemedaille Segeln (Mannschaft)

### C
- Chazapis, Spyridon (0|1|0)
Athen 1896, Silbermedaille Matrosenschwimmen (100 m)
- Christopoulos, Stefanos (0|0|1)
Athen 1896, Bronzemedaille Ringen
- Chorafas, Efstathios (0|0|1)
Athen 1896, Bronzemedaille Schwimmen Freistil (500 m)
- Chrysaphis, Ioannis (0|0|1)
Athen 1896, Bronzemedaille Barren (Mannschaft)
- Chatzipavlis, Ilias (0|1|0)
München 1972, Silbermedaille Segeln
- Chatziioannidis, Georgios (0|0|1) 
Moskau 1980, Bronzemedaille Ringen
- Cholidis, Charalambos (0|0|2)
Los Angeles 1984, Bronzemedaille Ringen
Seoul 1988, Bronzemedaille Ringen
- Chatziioannou, Anna (0|0|1)
Sydney 2000, Bronzemedaille Gewichtheben
- Christodoulou, Evangelia (0|0|1)
Sydney 2000, Bronzemedaille Rhythmische Sportgymnastik (Mannschaft)
- Chalkia, Fani (1|0|0)
Athen 2004, Goldmedaille 400 m Hürden
- Christou, Apostolos (0|1|0)
Paris 2024, Silbermedaille Schwimmen

### D
- Damaskos, Evangelos (0|0|1)
Athen 1896, Bronzemedaille Stabhochsprung
- Drivas, Dimitrios (0|0|1)
Athen 1896, Bronzemedaille Matrosenschwimmen (100 m)
- Dorizas, Michalis (0|1|0)
London 1908, Silbermedaille Speerwurf
- Dimas, Pyrros (3|0|1)
Barcelona 1992, Goldmedaille Gewichtheben
Atlanta 1996, Goldmedaille Gewichtheben
Sydney 2000, Goldmedaille Gewichtheben
Athen 2004, Bronzemedaille Gewichtheben
- Devetzi, Chrysopigi (0|1|0)
Athen 2004, Silbermedaille Leichtathletik
- Dervisis, Georgios (0|1|0)
Tokio 2020, Silbermedaille Wasserball (Mannschaft)

### E
- Eskitzoglou, Odysseus (1|0|0)
Rom 1960, Goldmedaille Segeln (Mannschaft)
- Ellinaki, Georgia (0|1|0)
Athen 2004, Silbermedaille Wasserball (Mannschaft)

### F
- Fountoulis, Ioannis (0|1|0)
Tokio 2020, Silbermedaille Wasserball (Mannschaft)
- Fitsiou, Zoi (0|0|1)
Paris 2024, Bronzemedaille Rudern

### G
- Gouskos, Miltiadis (0|1|0)
Athen 1896, Silbermedaille Kugelstoßen
- Golemis, Dimitrios (0|0|1)
Athen 1896, Bronzemedaille 800 m
- Georgiadis, Ioannis (1|0|0)
Athen 1896, Goldmedaille Säbel
- Georgandas, Nikolaos (0|0|1)
St. Louis 1904, Bronzemedaille Diskuswurf
- von Griechenland, Konstantin II (1|0|0)
Rom 1960, Goldmedaille Segeln (Mannschaft)
- Galaktopoulos, Petros (0|1|1)
Mexiko 1968, Bronzemedaille Ringen
München 1972, Silbermedaille Ringen
- Gavrilis, Anastasios (0|0|1)
Moskau 1980, Bronzemedaille Segeln (Mannschaft)
- Georgatou, Maria (0|0|1)
Sydney 2000, Bronzemedaille Rhythmische Sportgymnastik (Mannschaft)
- Giazitzidou, Christina (0|0|1)
London 2012, Bronzemedaille Rudern
- Gianniotis, Spyros (0|1|0)
Rio 2016, Silbermedaille Schwimmen (10 km)
- Galanidis, Konstantinos (0|1|0)
Tokio 2020, Silbermedaille Wasserball (Mannschaft)
- Genidounias, Konstantinos (0|1|0)
Tokio 2020, Silbermedaille Wasserball (Mannschaft)
- Giouvetsis, Konstantinos (0|1|0)
Tokio 2020, Silbermedaille Wasserball (Mannschaft)
- Gaidatzis, Petros (0|0|1)
Paris 2024, Bronzemedaille Rudern

### I
- Iliadis, Ilias
Athen 2004, Goldmedaille Judo
London 2012, Bronzemedaille Judo

### K
- Karasevdas, Pantelis (1|0|0)
Athen 1896, Goldmedaille Militärgewehr (200 m)
- Karvelas, Phillippos (0|0|1)
Athen 1896, Bronzemedaille Barren (Mannschaft)
- Karakalos, Telemachos (0|1|0)
Athen 1896, Silbermedaille Säbel
- Konstantinidis, Aristidis (1|0|0)
Athen 1896, Goldmedaille Straßenrennen (87 km)
- Kasdaglis, Dionysios (0|1|0)
Athen 1896, Silbermedaille Tennis (Einzel)
- Kolettis, Georgios (0|1|0)
Athen 1896, Silbermedaille 100 km Rad
- Kakousis, Perikles (1|0|0)
St. Louis 1904, Goldmedaille Gewichtheben
- Kaklamanakis, Nikolaos (1|1|0)
Atlanta 1996, Goldmedaille Windsurfen
Athen 2004, Silbermedaille Windsurfen
- Kachiasvilis, Akakios (2|0|0)
Atlanta 1996, Goldmedaille Gewichtheben
Sydney 2000, Goldmedaille Gewichtheben
- Kokas, Leonidas (0|1|0)
Atlanta 1996, Silbermedaille Gewichtheben
- Kenteris, Kostas (1|0|0)
Sydney 2000, Goldmedaille 200 m
- Kelesidou, Anastasia (0|2|0)
Sydney 2000, Silbermedaille Diskuswurf
Athen 2004, Silbermedaille Diskuswurf
- Kardanov, Amiran (0|0|1)
Sydney 2000, Bronzemedaille Ringen
- Karyami, Zacharoula (0|0|1)
Sydney 2000, Bronzemedaille Rhythmische Sportgymnastik (Mannschaft)
- Karagianni, Eftychia (0|1|0)
Athen 2004, Silbermedaille Wasserball (Mannschaft)
- Karapataki, Angeliki (0|1|0)
Athen 2004, Silbermedaille Wasserball (Mannschaft)
- Kozompoli, Stavroula (0|1|0)
Athen 2004, Silbermedaille Wasserball (Mannschaft)
- Kiourengian, Artiom (0|0|1)
Athen 2004, Bronzemedaille Ringen
- Kravarioti, Virginia (0|0|1)
Peking 2008, Bronzemedaille Segeln (Mannschaft)
- Korakaki, Anna (1|0|1)
Rio 2016, Goldmedaille Schießen Sportpistole (25 m)
Rio 2016, Bronzemedaille Schießen Luftpistole (10 m)
- Kagialis, Pavlos (0|0|1)
Rio 2016, Bronzemedaille Segeln
- Kapotsis, Marios (0|1|0)
Tokio 2020, Silbermedaille Wasserball (Mannschaft)
- Kolomvos, Christodoulos (0|1|0)
Tokio 2020, Silbermedaille Wasserball (Mannschaft)
- Karalis, Emmanouil (0|0|1)
Paris 2024, Bronzemedaille Leichtathletik
- Kontou, Dimitra Eleni (0|0|1)
Paris 2024, Bronzemedaille Rudern
- Kurugliev, Dauren (0|0|1)
Paris 2024, Bronzemedaille Ringen

### L
- Loundras, Dimitrios (0|0|1)
Athen 1896, Bronzemedaille Barren (Mannschaft)
- Louis, Spyridon (1|0|0)
Athen 1896, Goldmedaille Marathon
- Leonidis, Valerios (0|1|0)
Atlanta 1996, Silbermedaille Gewichtheben
- Lara, Georgia (0|1|0)
Athen 2004, Silbermedaille Wasserball (Mannschaft)
- Liosi, Kyriaki (0|1|0)
Athen 2004, Silbermedaille Wasserball (Mannschaft)

### M
- Morakis, Nikolaos (0|0|1)
Athen 1896, Bronzemedaille Schießen Dienstrevolver (25 m)
- Malokinis, Ioannis (1|0|0)
Athen 1896, Goldmedaille Matrosenschwimmen (100 m)
- Mitropoulos, Ioannis (1|0|1)
Athen 1896, Goldmedaille Ringe
Athen 1896, Bronzemedaille Barren (Mannschaft)
- Metaxas, Anastasios (0|0|1)
London 1908, Bronzemedaille Schießen
- Moraitinis, Georgios (0|1|0)
Antwerpen 1920, Silbermedaille Schnellfeuerpistole 30 m (Mannschaft)
- Migiakis, Stylianos (1|0|0)
Moskau 1980, Goldmedaille Ringen
- Melissanidis, Ioannis (1|0|0)
Atlanta 1996, Goldmedaille Bodenturnen
- Mouroutsos, Michalis (1|0|0)
Sydney 2000, Goldmedaille Taekwondo
- Maniani, Mirela (0|1|1)
Sydney 2000, Silbermedaille Speerwurf
Athen 2004, Bronzemedaille Speerwurf
- Mitrou, Viktor (0|1|0)
Sydney 2000, Silbermedaille Gewichtheben
- Mystakidou, Eli (0|1|0)
Athen 2004, Silbermedaille Taekwondo
- Melidoni, Antiopi (0|1|0)
Athen 2004, Silbermedaille Wasserball (Mannschaft)
- Moraiti, Antonia (0|1|0)
Athen 2004, Silbermedaille Wasserball (Mannschaft)
- Moraitidou, Evangelia (0|1|0)
Athen 2004, Silbermedaille Wasserball (Mannschaft)
- Mylonaki, Toula (0|1|0)
Athen 2004, Silbermedaille Wasserball (Mannschaft)
- Mougios, Dimitrios (0|1|0)
Peking 2008, Silbermedaille Rudern
- Mantis, Panagiotis (0|0|1)
Rio 2016, Bronzemedaille Segeln
- Mourikis, Konstantinos (0|1|0)
Tokio 2020, Silbermedaille Wasserball (Mannschaft)

### N
- Nikolopoulos, Stamatios (0|2|0)
Athen 1896, Silbermedaille Radsport 333 ⅓ m
Athen 1896, Silbermedaille Radsport 2000 m
- Nikolopoulos, Alexandros  (0|0|1)
Athen 1896, Bronzemedaille Gewichtheben Einarmig
- Nikolaidis, Alexandros (0|2|0)
Athen 2004, Silbermedaille Taekwondo
Peking 2008, Silbermedaille Taekwondo
- Douskos, Stefanos (1|0|0)
Tokio 2020, Goldmedaille Rudern Einer

### O
- Orfanidis, Georgios (1|1|0)
Athen 1896, Goldmedaille Militärgewehr (300 m)
Athen 1896, Silbermedaille Pistole (25 m)
- Ikonomopoulou, Ekaterini (0|1|0)
Athen 2004, Silbermedaille Wasserball (Mannschaft)

### P
- Paspatis, Konstantinos (0|0|1)
Athen 1896, Bronzemedaille Tennis (Einzel)
- Pyrgos, Leonidas (1|0|0)
Athen 1896, Goldmedaille Florett für Fechtmeister
- Phrangoudis, Joannis (1|1|1)
Athen 1896, Goldmedaille Pistole (25 m)
Athen 1896, Silbermedaille Militärgewehr (300 m)
Athen 1896, Bronzemedaille Revolver (30 m)
- Paraskevopoulos, Panagiotis (0|1|0)
Athen 1896, Silbermedaille Diskuswurf
- Pavlidis, Pavlos (0|1|0)
Athen 1896, Silbermedaille Militärgewehr (200 m)
- Persakis, Petros (0|1|1)
Athen 1896, Silbermedaille Barren (Mannschaft)
Athen 1896, Bronzemedaille Ringe
- Pepanos, Antonios (0|1|0)
Athen 1896, Silbermedaille Schwimmen Freistil (500 m)
- Persakis, Ioannis (0|0|1)
Athen 1896, Bronzemedaille Dreisprung
- Papasideris, Georgios (0|0|1)
Athen 1896, Bronzemedaille Kugelstoßen
- Pierrakos-Mavromichalis, Perikles (0|0|[1)
Athen 1896, Bronzemedaille Florett
- Patoulidou, Voula (1|0|0)
Barcelona 1992, Goldmedaille 100 m Hürden
- Pantazi, Charikleia (0|0|1)
Sydney 2000, Bronzemedaille Rhythmische Sportgymnastik (Mannschaft)
- Pollatou, Anna (0|0|1)
Sydney 2000, Bronzemedaille Rhythmische Sportgymnastik (Mannschaft)
- Polymeros, Vasileios (0|1|1)
Athen 2004, Bronzemedaille Rudern
Peking 2008, Silbermedaille Rudern
- Papadopoulou, Sophia (0|0|1)
Peking 2008, Bronzemedaille Segeln (Mannschaft)
- Petrounias, Lefteris (1|0|1)
Rio 2016, Goldmedaille Ringe
Tokio 2020, Bronzemedaille Ringe
Paris 2024, Bronzemedaille Ringe
- Papanastasiou, Alexandros (0|1|0)
Tokio 2020, Silbermedaille Wasserball (Mannschaft)
- Papakonstantinou, Antonis (0|0|1)
Paris 2024, Bronzemedaille Rudern

### R
- Roumbanis, Georgios (0|0|1)
Melbourne 1956, Bronzemedaille Stabhochsprung
- Rapanakis, Aristidis (0|0|1)
Moskau 1980, Bronzemedaille Segeln (Mannschaft)
- Roubessi, Antigoni (0|1|0)
Athen 2004, Silbermedaille Wasserball (Mannschaft)

### S
- Sampanis, Leonidas (0|2|0)
Atlanta 1996, Silbermedaille Gewichtheben
Sydney 2000, Silbermedaille Gewichtheben
- Sappas, Iason (0|1|0)
Antwerpen 1920, Silbermedaille Schnellfeuerpistole 30 m (Mannschaft)
- Siranidis, Niko (1|0|0)
Athen 2004, Goldmedaille Synchronspringen (Mannschaft)
- Skiathitis, Nikos (0|0|1)
Athen 2004, Bronzemedaille Rudern
- Stefanidi, Katerina (1|0|0)
Rio 2016, Goldmedaille Stabhochsprung
- Skoumpakis, Dimitris (0|1|0)
Tokio 2020, Silbermedaille Wasserball (Mannschaft)

### T
- Trikupis, Nicolaos (0|0|1)
Athen 1896, Bronzemedaille Militärgewehr (200 m)
- Theodoropoulos, Ioannis (0|0|1)
Athen 1896, Bronzemedaille Stabhochsprung
- Tsitas, Georgios (0|1|0)
Athen 1896, Silbermedaille Ringen
- Tsiklitiras, Konstantinos (1|2|1)
London 1908, Silbermedaille Standweitsprung
London 1908, Silbermedaille Standhochsprung
Stockholm 1912, Goldmedaille Standweitsprung
Stockholm 1912, Bronzemedaille Standhochsprung
- Theofilakis, Alexandros (0|1|0) 
Antwerpen 1920, Silbermedaille Schnellfeuerpistole 30 m (Mannschaft)
- Theofilakis, Ioannis (0|1|0) 
Antwerpen 1920, Silbermedaille Schnellfeuerpistole 30 m (Mannschaft)
- Thanopoulos, Dimitrios (0|1|0)
Los Angeles 1984, Silbermedaille Ringen
- Ekaterini Thanou (0|1|0)
Sydney 2000, Silbermedaille 100-m-Lauf
- Tambakos, Dimosthenis (1|1|0)
Sydney 2000, Silbermedaille Ringe
Athen 2004, Goldmedaille Ringe
- Tsoumeleka, Athanasia (1|0|0)
Athen 2004, Goldmedaille 400 m Hürden
- Tsoulfa, Emilia (1|0|0)
Athen 2004, Goldmedaille Segeln (Mannschaft)
- Tsiavou, Alexandra (0|0|1)
London 2012, Bronzemedaille Rudern
- Tendoglou, Miltiadis (2|0|0)
Tokio 2020, Goldmedaille Weitsprung
Paris 2024, Goldmedaille Weitsprung
- Tselidis, Theodoros (0|0|1)
Paris 2024, Bronzemedaille Judo

### V
- Versis, Sotirios (0|0|2)
Athen 1896, Bronzemedaille Gewichtheben
Athen 1896, Bronzemedaille Diskuswurf
- Vasilakos, Kharilaos (0|1|0)
Athen 1896, Silbermedaille Marathon
- Vrasivanopoulos, Alexandros (0|1|0)
Antwerpen 1920, Silbermedaille Schnellfeuerpistole 30 m (Mannschaft)
- Vlachopoulos, Angelos (0|1|0)
Tokio 2020, Silbermedaille Wasserball (Mannschaft)

### X
- Xenakis, Thomasios (0|2|0)
Athen 1896, Silbermedaille Barren (Mannschaft)
Athen 1896, Silbermedaille Tauhangeln

### Z
- Zaimis, Georgios (1|0|0)
Rom 1960, Goldmedaille Segeln (Mannschaft)
- Zerdevas, Manolis (0|1|0)
Tokio 2020, Silbermedaille Wasserball (Mannschaft)